# Saint-Vincent-la-Commanderie
Saint-Vincent-la-Commanderie ist eine französische Gemeinde im Département Drôme in der Region Auvergne-Rhône-Alpes.

## Geografie
Saint-Vincent-la-Commanderie liegt am Rande des Vercors-Gebirges, in der Flussebene der Isère und der Rhone. Das 13,34 km² große Gemeindegebiet umfasst vor allem für den Getreideanbau genutztes Land und einige Waldflächen.

## Bevölkerungsentwicklung
| Jahr                       | 1962 | 1968 | 1975 | 1982 | 1990 | 1999 | 2007 | 2016 |
| Einwohner                  | 260  | 236  | 213  | 229  | 318  | 391  | 413  | 527  |
| Quellen: Cassini und INSEE |      |      |      |      |      |      |      |      |

Saint-Vincent-la-Commanderie gehört mit 619 Einwohnern (Stand 1. Januar 2022) zu den kleinen Gemeinden im Département Drôme.